# Programa del Partido Comunista de la Unión Soviética
El Programa del Partido Comunista de la Unión Soviética fue el principal documento del PCUS que expuso los planes estratégicos para la política interna y externa del Partido y de la Unión Soviética en su conjunto. Cuando el partido era conocido bajo otros nombres, el programa fue referido en consecuencia, por ejemplo, el Programa del Partido Comunista Ruso (bolchevique), etc.
El primer Programa fue adoptado en 1903, con los objetivos principales establecidos de abolir el zarismo y transferir el poder a la clase obrera.
El segundo Programa fue adoptado en 1917 después de la Revolución de Octubre con el objetivo principal de construir la sociedad socialista en Rusia.
El tercer Programa fue adoptado en 1961 en el XXII Congreso del Partido Comunista de la Unión Soviética con el ambicioso objetivo de construir el comunismo en 20 años.
La última versión del Programa fue adoptada en 1986 en el XXVII Congreso del PCUS. A diferencia de los programas anteriores, la versión de 1986 fue la versión modificada de 1961.